# ГКПП Златоград - Термес
Граничен контролно-пропускателен пункт Златоград – Термес, наричан и Златоград – Ксанти, е бивш контролно-пропускателен пункт на границата между България и Гърция.
Разположен е югозападно от Златоград, на 3,5 км от гръцкото село Лъджа (на гр.: Термес) отвъд границата. Пунктът е открит официално на 15 януари 2010 г. от премиерите на България и Гърция. В близост до граничния пункт е връх Костадин.
ГКПП Златоград – Термес е изграден за преминаване и обслужване на малогабаритни камиони и леки коли. Граничният контрол се извършва от български и гръцки полицаи на принципа на „обслужване на едно гише“. С разкриването на граничния пункт времето на пътуване от Златоград до Ксанти е съкратено на около 1 час. От Ксанти по магистрала А2 се стига до Солун и до гръцко-турската граница. ГКПП Златоград – Термес е част от трансграничния коридор „Златоград – Термес – Ксанти“.
В непосредствена близост до пункта през 2006 г., с дарения на жители от двете страни на границата, е изграден православният параклис „Св. св. Константин и Елена“.
От 1 януари 2025 г. ГКПП се закрива. Преминава се без спиране на автомобила и показване на документи на вече бившия ГКПП, но със съобразена скорост, означена с пътни знаци. Сградният фонд и инфраструктурата се запазват, така че при необходимост да могат да бъдат отворени. Граничните полицаи имат право да спират за проверки на случаен принцип и с оглед анализ на риска. 